# Josep Abril
Josep Abril i Virgili (1869-1918) fue un poeta y dramaturgo español. Se especializó en obras que contenían lecciones morales populares y fáciles de comprender. Sus obras fueron distribuidas principalmente mediante asociaciones de la Iglesia católica.

## Publicaciones
Josep Abril cooperó en publicaciones como La Barretina, La Creu de Montseny, Lo Pensament Català, la revista satírica ¡Cu-Cut! y Bon Seny, entre otras.
A principios del siglo XX, alentado por el obispo de Vich, Josep Torras i Bages, que estaba muy interesado en la transmisión oral del seny de una generación a la otra, Josep Abril recopiló el Bon Seny. Este libro era una serie, más o menos representativa, de lecciones morales catalanas ancestrales. Ilustrado por Joan Junceda (1881-1948), contiene aforismos, fábulas, así como ejemplos de humor local (chistes) basados en valores cristianos tradicionales catalanes, el famoso seny. Editado en catalán antes de la Guerra Civil, el Bon Seny fue un libro difícil de encontrar durante la época del franquismo. Se hizo una reedición limitada en el año 1959, cuando las publicaciones catalanas se encontraban severamente restringidas. Entonces, durante unas décadas, se convirtió en un artículo raro de colección, pero fue reeditado por una editorial católica en Barcelona nueve años después de la muerte de Francisco Franco.

## Obras de teatro
Como dramaturgo, Josep Abril fue el autor de obras morales que se representaban a menudo en centros católicos.
Hay que destacar Furor pessebrista (1897), el monólogo en prosa L'Home roig (1913), la comedia de maneras La mort de l'avi (1898), el diálogo casi-humorístico D'extrem a extrem (1896), los dramas Lo roure centenari (1897), Lo castell de Montsoliu (1898), Cadena del captiu (1900), Iselda (1901), y el Camí del vici (1912), así como L'hostal de la Serena, que fue incluido en la colección Lectura popular.